# Marek Krajčí
Marek Krajčí (* 24. března 1974 Bratislava) je slovenský politik, bývalý ministr zdravotnictví Slovenské republiky, dětský kardiolog, zakladatel a předseda správní rady platformy Kresťania v meste, hudebník, skladatel a textař. V letech 2016–2020 působil jako poslanec Národní rady SR a člen poslaneckého klubu OĽaNO. Byl též místopředsedou Výboru NR SR pro zdravotnictví a stínovým ministrem zdravotnictví hnutí OĽaNO. Od roku 2021 opět působí jako poslanec Národní rady.
Dne 11. března 2021 oznámil předseda vlády Igor Matovič nahrazení Krajčího novým ministrem zdravotnictví; jednalo se o vyústění vládní krize kvůli nákupu neschválené vakcíny proti covidu-19 Sputnik V. Dne 12. března přijala demisi prezidentka Zuzana Čaputová. Následně se Krajčí vrátil do lavic Národní rady SR jako řadový poslanec.

## Politická kariéra
Marek Krajčí kandidoval v parlamentních volbách 2016 ze čtvrtého místa na kandidátce hnutí Obyčejní lidé a nezávislé osobnosti (OĽaNO-NOVA) jako nezávislý kandidát. Ve volbách získal 31 781 preferenčních hlasů a byl zvolen poslancem NR SR. Byl místopředsedou Výboru NR SR pro zdravotnictví, ověřovatelem Výboru NR SR na přezkoumávání rozhodnutí NBÚ a působí v poslaneckém klubu OĽaNO-NOVA. V listopadu 2017 byl hnutím nominován do pozice stínového ministra zdravotnictví. Byl předsedou parlamentní Skupiny přátelství s Australským svazem, Republikou Fidžijské ostrovy, Republikou Marshallových ostrovů, Novým Zélandem, Papuou Novou Guineou a samojským nezávislým státem. Na jeho podnět se na půdě parlamentu vytvořila 30. května 2016 skupina Spojenců Izraele.
Ve volbách do Národní rady v únoru 2020 hnutí OĽaNO zvítězilo a jeho předseda Igor Matovič sestavoval vládu. Marek Krajčí byl 21. března jmenován ministrem zdravotnictví. V této funkci musel ihned po svém nástupu řešit epidemii covidu-19.
V roce 2021 se stal terčem sílící kritiky za nezvládání boje proti pandemii covidu-19 a za souhlas s zakoupením ruské vakcíny Sputnik V bez potřebného schválení Evropské lékové agentury v březnu 2021. Menší koaliční strany, Svoboda a solidarita a Za ľudí podmínili zachování koalice Krajčího odchodem. To premiér Matovič zprvu odmítal, nakonec na tento požadavek v zájmu udržení koaliční vlády 11. března 2021 přistoupil a oznámil Krajčího odchod. V parlamentních volbách v roce 2023 kandidoval na 9. místě kandidátní listiny koalice OĽaNO a priatelia a se ziskem 26 787 preferenčních hlasů byl zvolen poslancem Národní rady.